# Bellator 81
Bellator LXXXI foi um evento de artes marciais mistas organizado pelo Bellator Fighting Championships, ocorrido em 16 de novembro de 2012 no Ryan Center em Kingston, Rhode Island. O evento foi transmitido ao vivo na MTV2.

## Background
O evento contou com as Semifinais do Torneio de Leves da Sétima Temporada.